# Whitea
Whitea is een geslacht van rechtvleugeligen uit de familie Thericleidae. De wetenschappelijke naam van dit geslacht is voor het eerst geldig gepubliceerd in 1977 door Descamps.

## Soorten
Het geslacht Whitea omvat de volgende soorten:
- Whitea alticeps Descamps, 1977
- Whitea coniceps Descamps, 1977
- Whitea crassipes Descamps, 1977
- Whitea fissicauda Descamps, 1977